# Грифит ап Элисет
Грифид ап Элисед, а также Грифри ап Элисед (валл. Gruffudd ap Elisedd; валл. Gruffri ap Elisedd) — король Брихейниога в начале X века.

## Биография
Грифид был сыном Элиседа и наследовал своему брату Теудуру, как правитель Брихейниога, в первые годы X века. Брихайниог в основном рассматривался как вассал Уэссекса. К западу возникло сильное государство Дехейбарт, и теперь Брихейниог оказывается взят в клещи, могущественными соседями. 19 июня 916 года, Этельфледа, леди Мерсийцев, вторгается и захватывает королевский домен в Ллангорсе. Королева и другие люди взяты, она, по-видимому, является женой Грифида, хотя точные даты для большинства королей Брихейниога недоступны. Что происходит с пленниками, неизвестно. По другой версии это произошло при следующем правителе Брихейниога.
Чуть позже, после того, как Мерсия стала раздавлена, растущее превосходство Дехейбарта в Южном Уэльсе заставляет правителя Брихейниога сбросить сопротивление, и это фактически ознаменовало становление суб-королевством в составе Дехейбарта. Тем не менее, следующий правитель, Теудур Брихейниог по-прежнему выполняет региональную власть, будучи подписавшим английскую хартию от 934 года. Однако, похоже, есть некоторая путаница в отношении его происхождения. Питер Бартрум называет его сыном Элиседа, но неясно, является ли это Элисед периода до 885 года или его сын или внук.